# Stare Gnatowice
Stare [pronunciación en polaco: /ˈstarɛ ɡnatɔˈvit͡sɛ/] es un pueblo en el distrito administrativo de Gmina Kampinos, dentro del condado de Varsovia Oeste, Voivodato de Mazovia, en el centro este de Polonia. Se encuentra a unos 5 kilómetros suroeste de Kampinos, 26 kilómetros al oeste de Ożarów Mazowiecki, y 40 kilómetros al oeste de Varsovia.
El pueblo tiene una población de 120 habitantes.